# Královské pohádky
Královské pohádky jsou sbírka autorských pohádek, kterou napsal český básník Karel Šiktanc. Poprvé kniha vyšla v Praze roku 1994, přestože byla napsána již na konci 60. let. Obsahuje 9 krátkých pohádek, které jsou vhodné pro čtenáře od 8 let. Každá pohádka je doplněna ilustracemi od českého ilustrátora dětských knih, Františka Skály ml. Autor používá klasické postupy pohádek, které vedou děti k lásce k životu a k lidem. Snahou autora je předávat jim příklady pro spravedlivý svět, ve kterém není místo pro lež, hněv ani nepřátelství.

## Děj
Kniha obsahuje 9 krátkých pohádek a už podle jejich názvů se dá odvodit, kde se bude děj odehrávat a o čem přibližně bude pohádka pojednávat. 
Příběhy se převážně odehrávají v královském prostředí nebo v lese. Každá pohádka obsahuje zápletku, ale nakonec se vše v dobré obrátí. V první pohádce, „O králi, který nikdy neplakal“, se například pojednává o tom, že tento král nikdy neplakal, ničeho se nebál až jednoho dne byl opravdu v nouzi a potřeboval sehnat živou vodu pro mrtvou královnu, jel pro ni k nejvyšší hoře světa. Živou vodu nakonec sehnal, ale když přišel ke královně a pokropil ji, stále byla bez života. Poté králi v lítosti a beznaději vytrysklo z očí pár slz, které spadly na královninu tvář. A tak se královna probudila k životu. Z této pohádky plyne zkušenost: „Slza je úleva v největší bolesti“.

## Seznam pohádek
1. O králi, který nikdy neplakal
2. Král, kejklíř a hvězdář
3. Královna jménem Magnolia
4. Král a tři čaroději
5. O králi jasnozřivém a slepci převozníku
6. Král kamenné srdce
7. Král ozvěny
8. Království krasavic
9. Královna s vlčí tváří

## Přijetí a interpretace díla
Dílo bylo kritikou přijato kladně. Časopis Zlatý máj zdůraznil skutečnost, že poetické pohádkové vyprávění napsal právě Karel Šiktanc, jinak spíše básník a textař. Pohádky jsou podle hodnocení časopisu vhodné pro starší děti, které už dokáží ocenit originalitu jazyka. Královské pohádky, jak již z názvu vyplývá obsahují královské motivy, které jsou inspirovány z evropských literatur, ale nechybí v nich ani autorovy vlastní imaginace. Zajímavostí je, že kniha směla vyjít až po roce 1989.
Kniha Sedm klíčů k otevření literatury pro děti a mládež 90. let XX. století uvádí, že kniha byla hotova a připravena ke zveřejnění již na konci 60. let. Z důvodu politické situace však nebylo zveřejnění umožněno a knihu bylo možné vydat až v 90. letech. Kniha pracuje s neobyčejně básnickým jazykem, který dokáže čtenáře zaujmout. Autor tímto jazykem působí především na čtenářovy smysly. Popis osob má vždy smysl a souvisí s charakterem pohádky – princezna je například podle popisu krásná jako podzimkový sad, krajina je voňavá jako kořenářský krám a podobně. Podle Mileny Šubrtové sbírka vyniká „vypravěčskou suverenitou“ a poetickým jazykem.
Některé pohádky z této knihy jsou zfilmovány.